# あかつき (テレビドラマ)
『あかつき』は、1963年4月1日から1964年4月4日まで放送されたNHK『連続テレビ小説』の第3作。全313回。
大学教授から画家に転身した男性と、その家族の生活を描いた作品。

## キャスト
- 佐田正之助（主人公） - 佐分利信
- 佐田敏子（正之助の妻） - 荒木道子
- 佐田正蔵（正之助の長男） - 塚本信夫
- 佐田綾子（正之助の長女） - 飯田桂子
- 佐田是子（正之助の次女） - 河口洋子
- 佐田千津 - 村松英子
- 秋子 - 山岡久乃
- 野島 - 川辺久造
- 館長夫人 - 宝生あやこ
- 久子 - 長内美那子
- 大西 - 宇佐美淳也
- 兼吉 - 山田巳之助
- 俊江 - 栗原すみよ
- その他 - 久富惟晴、佐竹明子、木村不時子、浜野圭子、小山源喜、今福将雄、武者小路実篤（カメオ出演）

## スタッフ
- 原作 - 武者小路実篤[2]（「暁」「幸福な家族」「愛と死」「友情」「その妹」より）
- 脚本 - 山下与志一
- 音楽 - 斎藤一郎
- 挿入歌 - 椿洋子「あかつき」
- 演出 - 中山三雄
- 語り - 平光淳之助アナウンサー